# Vieng Narumon
Naruemon Pholphuttha (tajsko นฤมล พลพุทธา), znana pod odrskim imenom Vieng Narumon, tajska pevka pop glasbe, pesmopiska in skladateljica, * 11. januar 1992, Roi Et, Tajska.
Prvo pozornost je požela z nastopom v drugi sezoni tajskega resničnostnega šova Glasbeni Dvoboj (Seuk Wan Duan Phleng). V oddaji je nastopila na predlog Amphaija Manivonga. V letu 2017 je izdala svoj prvi singl, »Huk Bor Dai Tae Luem Ai Bor Long«, za tem pa še svoj prvi glasbeni album "Nong Mai Tai Daw".
Deluje pri založbi GMM Grammy.

## Diskografija

### Studijski albumi
| Naslov             | Informacije |
| ------------------ | --- |
| Oh...Lanor Mor Lam | - Izdano: 25. maj 2022 - Založba: GMM Grammy - Format: zgoščenka, digitalno nalaganje Pesmi 1. Oh...Lanor Mor Lam (โอ้..ล่ะ..หนอ หมอลำ) 2. Kid Hod Jung Phu Lanka (คิดฮอดจังภูลังกา) 3. Faen Kao Klab Jai (แฟนเก่ากลับใจ) 4. Nong Bor Dai Tong Karn E Yang (น้องบ่ได้ต้องการอีหยัง) 5. Sor Khien Khiew Lud Mue (สอเขียนคิ้วหลุดมือ) |

### Singli
| Leto | Naslov                               | Vloga                                           |
| ---- | ------------------------------------ | ----------------------------------------------- |
| 2017 | "Huk Bor Dai Tae Luem Ai Bor Long"   | V okrviru projekta Nong Mai Tai Daw: Project II |
| 2017 | "Nong Tung Jai Huk Ai Tung Jai Thim" | V okrviru projekta Nong Mai Tai Daw: Project II |
| 2018 | "Won Pu Lam Khong"                   | Njen prvi uradni singl                          |
| 2020 | "Wai Ok Hak"                         |                                                 |
| 2020 | "New Year Sia Fan"                   |                                                 |
| 2021 | "Ngiw Tong Ton Humhon Phoo Bao Kaw"  | [ 6 ]                                           |
| 2021 | "Ka Khon Bor Huk Kan"                | [ 7 ]                                           |
| 2021 | "Pi Lam Khao"                        |                                                 |